# Чемпіонат України з хокею 2002—2003
Чемпіонат України з хокею сезону 2002—2003 років — було проведено у термін з 9 грудня 2002 року по 31 березня 2003 року.

## Регламент змагань
Регламент 11-го чемпіонату України з хокею із шайбою передбачав наступне: єдиний професійний клуб країни, київський Сокіл, грав лише у фіналі. А от за право стати другим фіналістом плей-оф, мали позмагатися 13 клубів: п'ять у вищій лізі та 8 — у першій.
П'ять команд вищої ліги провели двоколовий турнір зі спареними турами. За його підсумками, три перші клуби потрапляли у чвертьфінал, а четверта в турнірній таблиці команда мала провести стикові зустрічі проти переможця змагань в першій лізі.
Турнір команд першої ліги проводився в місті Сєвєродонецьк, Луганської області. З 15 по 20 лютого 2003 року 8 колективів, розділені на дві групи, визначали учасників наступної стадії змагань. Клуби, котрі посіли перші місця в групах, розіграли фінал. Команди, котрі зайняли другі місця у своїх групах зійшлися в боротьбі за третє місце і т. д. Переможця фінального поєдинку команд першої ліги, очікували стикові поєдинки з 4-ю командою «вишки», за право зіграти в 1/4 фіналу плей-оф чемпіонату України. 
Усі серії плей-оф вищої ліги тривали до двох перемог однієї з команд.

## Цікаві факти
15 грудня 2002 року у матчі проти харківського «Барвінка» на лід у складі «Дружби-78» виходила 13-річна вихованка клубу Вікторія Миколенко (народилася 9 травня 1989 року).
7 січня 2003 року у матчі проти ХК «Київ» шайбу у складі «Дружби-78» закинула 15-річний капітан команди Єлизавета Рябкіна.

## Вища ліга

### Підсумкова таблиця
| Пояснення                              |
| -------------------------------------- |
| Команди, котрі потрапили до 1/4 фіналу |
| Команда, котра грала в стикових матчах |
| Команда, котра припинила боротьбу      |

| Команда                   | І  | В  | Н | П  | ГЗ | ГП | Різниця | О  |
| ------------------------- | -- | -- | - | -- | -- | -- | ------- | -- |
| ХК «Київ»                 | 16 | 12 | 0 | 4  | 71 | 42 | +29     | 24 |
| «АТЕК» Київ               | 16 | 7  | 3 | 6  | 58 | 57 | +1      | 17 |
| ХК «Дружба-78» Харків     | 16 | 6  | 2 | 8  | 53 | 42 | +11     | 14 |
| СДЮСШОР-«Барвінок» Харків | 16 | 5  | 3 | 8  | 55 | 65 | -10     | 13 |
| «Політехнік-ССК» Київ     | 16 | 5  | 2 | 11 | 55 | 86 | −31     | 12 |

### Бомбардири
| Гравець             | Команда             | Г  | П  | О  |
| ------------------- | ------------------- | -- | -- | -- |
| Микола Коляда-ст.   | «АТЕК»              | 6  | 19 | 25 |
| Олег Тимченко       | «Дружба-78»         | 11 | 11 | 22 |
| Денис Заблудовський | «Політехнік»/«АТЕК» | 8  | 14 | 22 |
| Юрій Печорін        | ХК «Київ»           | 12 | 9  | 21 |
| Пилип Оглезнєв      | «Дружба-78»         | 14 | 6  | 20 |
| Олександр Кобиков   | «Барвінок»          | 7  | 13 | 20 |
| Андрій Олексієнко   | «АТЕК» Київ         | 8  | 9  | 17 |
| Олександр Сухенко   | «Політехнік» Київ   | 8  | 8  | 16 |
| Станіслав Кожан     | ХК «Київ»           | 6  | 10 | 16 |
| Олег Панасенко      | «Барвінок»          | 7  | 8  | 15 |

Г = Голи; П = Результативні паси; О = Очки;

## Перша ліга

### Групова стадія
| Команда                    | 1    | 2    | 3    | 4   | В | Н | П | Ш     | О |
| -------------------------- | ---- | ---- | ---- | --- | - | - | - | ----- | - |
| «Хімік» Сєвєродонецьк      |      | 20:1 | 10:0 | 7:0 | 3 | 0 | 0 | 37-1  | 6 |
| ХК «Сміла»                 | 1:20 |      | 10:8 | 9:9 | 1 | 1 | 1 | 20-37 | 3 |
| «Метеор-2» Дніпропетровськ | 0:10 | 8:10 |      | 9:7 | 1 | 0 | 2 | 17-27 | 2 |
| ХК «Гладіатор» Львів       | 0:7  | 9:9  | 7:9  |     | 0 | 1 | 2 | 16-25 | 1 |

| Команда                    | 1    | 2    | 3    | 4    | В | Н | П | Ш     | О |
| -------------------------- | ---- | ---- | ---- | ---- | - | - | - | ----- | - |
| «Метеор-1» Дніпропетровськ |      | 7:4  | 11:3 | 16:1 | 3 | 0 | 0 | 34-8  | 6 |
| «Дніпро» Херсон            | 4:7  |      | 7:5  | 20:2 | 2 | 0 | 1 | 31:14 | 4 |
| «Сонячна Долина» Одеса     | 3:11 | 5:7  |      | 23:4 | 1 | 0 | 2 | 31-22 | 2 |
| «Сумські Ворони»           | 1:16 | 2:20 | 4:23 |      | 0 | 0 | 3 | 7-59  | 0 |

#### Матч за 7-ме місце
- «Гладіатор» Львів - «Сумські Ворони» - 22:3

#### Матч за 5-те місце
- «Метеор-2» Дніпропетровськ - «Сонячна Долина» Одеса - +:-

#### Матч за 3-є місце
- «Дніпро» Херсон - ХК «Сміла» - 12:6

#### Фінал
- «Хімік» Сєвєродонецьк - «Метеор-1» Дніпропетровськ - 8:5

Перемігши в змаганнях першої ліги, клуб «Хімік» мав визначити долю останнього місця в чвертьфіналі, зігравши стикові поєдинки проти четвертої команди вищої ліги.

## Плей-оф

### Стикові матчі
- СДЮСШОР-«Барвінок» Харків - «Хімік» Сєвєродонецьк - 2:0 (15:0, 9:5)

### 1/4 фіналу
- «АТЕК» Київ - «Дружба-78» Харків - 2:0 (4:3 (От), 2:1 (ШК))
- ХК «Київ» - СДЮСШОР-«Барвінок» Харків - 1:2 (9:4, 4:6, 2:3)

### 1/2 фіналу
- «АТЕК» Київ - СДЮСШОР-«Барвінок» Харків - 1:2 (5:1, 3:6, 1:6)

### Фінал
- Сокіл Київ - СДЮСШОР-«Барвінок» Харків - 2:0 (5:0, 6:0)

## Команда-переможець
| Чемпіон України Сокіл Київ | Воротар: Вадим Селіверстов Захисники: Юрій Гунько, Василь Полоницький, Володимир Кирик, Олег Благой, Олександр Побєдоносцев, Олег Полковников, Олександр Савицький, Володимир Черненко Нападники: Василь Бобровников, Сергій Рублівський, Едуард Валіулін, Андрій Ніколаєв, Євген Аліпов, Віталій Доніка, Володимир Єловиков, Олег Крикуненко, Дмитро Марковський, Олександр Матвійчук, Євген Млинченко, Борис Проценко, Богдан Савенко, Олег Шафаренко Головний тренер: Сеуканд Олександр Юрійович |